# Kantarai vár
A kantarai vár Ciprus északi részén, a Karpaz-félszigeten található.

## Elhelyezkedése
A vár neve az arab „kantara” szóból ered, ami hidat jelent és amit vélhetően elhelyezkedése miatt kapott: a várból belátható a Karpaz-félsziget északi és déli partja is. Ez adta a vár stratégiai jelentőségét: Kantarából a teljes félszigetet ellenőrizni lehetett.

## Története
A várat a bizánciak emelték Ciprust érő arab támadások idején a 10. század körül.
Egyes források szerint 1191-ben Komnénosz Izsák a várban is menedéket keresett, miután összetűzésbe került Oroszlánszívű Richárddal, aki végül megdöntötte uralmát.
A 13. század során a Ciprusi Királyság frank uralkodói a várat megerősítették, hogy – a Kerínia-hegység további váraihoz hasonlóan – a királyi család megerősített palotájaként szolgálhasson ellenséges támadás, vagy felkelés esetén.
1525-ben, a velencei uralom idején a várat elhagyták, 1562-es feljegyzések szerint ekkorra már romokban állt.